# 灰鼠兔
灰鼠兔（学名：Ochotona roylei）为鼠兔科鼠兔属的哺乳动物。在中国大陆，分布于四川、云南、西藏等地，一般生活于高山针叶林带。该物种的模式产地在印度旁遮普地区。

## 亚种
- 灰鼠兔川滇亚种（学名：Ochotona roylei chinensis）。在中国大陆，分布于四川等地。该物种的模式产地在四川康定。[3]
- 灰鼠兔指名亚种（学名：Ochotona roylei roylei）。在中国大陆，分布于西藏等地。该物种的模式产地在印度旁遮普地区。[4]